# Bibio caucasicus
Bibio caucasicus är en tvåvingeart som beskrevs av Oswald Duda 1930. Bibio caucasicus ingår i släktet Bibio och familjen hårmyggor. Inga underarter finns listade i Catalogue of Life.